# Niederwiltz
Niederwiltz (en luxembourgeois : Nidderwolz  ou sa variante locale Nidderwooltz ) est un lieu-dit de la commune luxembourgeoise de Wiltz.